# Dimas Filgueiras
Dimas Filgueiras (Río de Janeiro, Brasil; 13 de mayo de 1944-Fortaleza, Brasil; 22 de diciembre de 2023) fue un futbolista y entrenador de fútbol brasileño que jugó como lateral izquierdo y defensor. Formó parte del  Ceará Sporting Club, donde trabajó desde 1972 hasta 2018, y ocupó todos los cargos del club, excepto el de presidente.

## Carrera

### Club
| Periodo   | Club         |
| --------- | ------------ |
| 1963–1970 | Botafogo FR  |
| 1971–1972 | Fortaleza EC |
| 1972–1976 | Botafogo FR  |

### Selección nacional
Jugó para Brasil en los Juegos Olímpicos de Tokio 1964.

### Entrenador
| Periodo   | Club     |
| --------- | -------- |
| 1991      | Ceará SC |
| 1992      | Ceará SC |
| 1994-1995 | Ceará SC |
| 1996      | Ceará SC |
| 2003      | Ceará SC |
| 2004      | Ceará SC |
| 2006-07   | Ceará SC |
| 2008      | Ceará SC |
| 2011-2012 | Ceará SC |
| 2013      | Ceará SC |

## Logros

### Jugador
- Campeonato Brasileño de Serie A (1): 1968
- Campeonato Carioca (2): 1967, 1968
- Copa Guanabara (2): 1967, 1968
- Torneo Río-São Paulo (2): 1964, 1968

### Entrenador
- Campeonato Cearense (5): 1992, 1996, 2006, 2011, 2013